# Peter Classen
Peter Classen (* 18. September 1924 in Hamburg; † 23. Dezember 1980 in Heidelberg) war ein deutscher Mittelalterhistoriker.

Der Sohn einer alteingesessenen Hamburger Familie und Bruder von Carl Joachim Classen legte das Abitur am Johanneum ab. Nach dem Zweiten Weltkrieg studierte er zunächst in Hamburg dann in Göttingen Geschichte und Klassische Philologie. Seine wichtigsten akademischen Lehrer waren am Historischen Seminar in Hamburg Hans Ulrich Instinsky und Hermann Aubin sowie in Göttingen Percy Ernst Schramm, Hermann Heimpel und Wilhelm Berges. Bei Berges wurde er 1950 in Göttingen mit der Arbeit Kaiserreskript und Königsurkunde. Diplomatische Studien zum Problem der Kontinuität zwischen Altertum und Mittelalter promoviert. 1950 holte ihn Berges an die FU Berlin. 1957 ging Classen als Oberassistent zu Eugen Ewig nach Mainz, wo er sich über Gerhoch von Reichersberg habilitierte. 1962 erfolgte der Ruf an die Universität Gießen. 1966 erhielt er Berufungen aus Hamburg und Heidelberg und entschied sich für Heidelberg. Dort lehrte er bis 1980 mittelalterliche und neuere Geschichte. Seine bedeutendsten akademischen Schüler waren Neithard Bulst, Johannes Fried und Gerhard Rösch.
Seine Forschungsschwerpunkte waren zunächst das Frühmittelalter, dann die großen Geistesbewegungen des Hochmittelalters. Besondere Aufmerksamkeit widmete er hier dem Europa des 12. und 13. Jahrhunderts und dabei dem Kanonikerstand, dem Wormser Konkordat, dem Ursprung der Universität, dem Verhältnis von Gesellschaft und Bildung, der Frühscholastik, dem aufkommenden Juristenstand. Classen war Mitglied des Konstanzer Arbeitskreises für mittelalterliche Geschichte. Classen war über drei Jahrzehnte mit den Monumenta Germaniae Historica (MGH) verbunden. 1967 wurde er von der Heidelberger Akademie der Wissenschaften (Mitglied seit 1970) in die Zentraldirektion der MGH entsandt.
Peter Classen war mit Mechthild Rabl, einer Enkelin des Historikers Friedrich Meinecke, verheiratet.

## Schriften (Auswahl)
Monographien
- Gerhoch von Reichersberg. Eine Biographie. Mit einem Anhang über die Quellen, ihre handschriftliche Überlieferung und ihre Chronologie. Steiner, Wiesbaden 1960.
- Burgundio von Pisa. Richter, Gesandter, Übersetzer (= Sitzungsberichte der Heidelberger Akademie der Wissenschaften, Philosophisch-Historische Klasse. 1974,4). Winter, Heidelberg 1974, ISBN 3-533-02339-7.
- Karl der Große, das Papsttum und Byzanz. Die Begründung des karolingischen Kaisertums (= Beiträge zur Geschichte und Quellenkunde des Mittelalters. Bd. 9). 2. Auflage. Thorbecke, Sigmaringen 1988, ISBN 3-7995-5709-1.

Aufsatzsammlungen
- Studium und Gesellschaft im Mittelalter (= Monumenta Germaniae historica. Schriften. Bd. 29). Hiersemann, Stuttgart 1983, ISBN 3-7772-8343-6.
- Ausgewählte Aufsätze von Peter Classen (= Vorträge und Forschungen. Bd. 28). Unter Mitwirkung von Carl Joachim Classen und Johannes Fried herausgegeben von Josef Fleckenstein. Thorbecke, Sigmaringen 1983, ISBN 3-7995-6628-7 (online).

Herausgeberschaften
- Die Gründungsurkunden der Reichenau (= Vorträge und Forschungen. Bd. 24). Thorbecke, Sigmaringen 1977, ISBN 3-7995-6624-4.